# フランシス・コリンズ
フランシス・セラーズ・コリンズ（Francis Sellers Collins, 1950年4月14日 - ）は、アメリカ合衆国の遺伝学者。アメリカ国立衛生研究所長。バージニア州スタントン出身。
1970年にバージニア大学で化学の学士号を取得し、1974年にイェール大学で物理化学の博士号を取得、1977年にはノースカロライナ大学医学校で医学博士号を取得した。その後は、遺伝的欠陥や遺伝子の局在化の研究に従事し、1993年以来、国際ヒトゲノム計画の代表を務めた。
2009年から国立衛生研究所長に任命された。

## 主な受賞歴
- 1990年 - ガードナー国際賞
- 1992年 - ディクソン賞医学部門
- 2001年 - アストゥリアス皇太子賞学術・技術研究部門、ウォーレン賞
- 2002年〜2005年 - トムソン・ロイター引用栄誉賞
- 2005年 - ウィリアム・アラン賞
- 2007年 - 大統領自由勲章
- 2008年 - アメリカ国家科学賞
- 2010年 - オールバニ・メディカルセンター賞
- 2015年 - ジョージ・M・コーバー・メダル
- 2018年 - ウォーレン・アルパート財団賞
- 2020年 - テンプルトン賞

## 役職
- 1998年 アメリカ芸術科学アカデミー会員
- 2020年 王立協会外国人会員

## 著作
- 『ゲノムと聖書:科学者、〈神〉について考える』 中村昇・中村佐知 訳  エヌティティ出版 2008年
- 『遺伝子医療革命 ゲノム科学がわたしたちを変える』 矢野真千子 訳、NHK出版、2011年